# Gran Premio di Svizzera 1993
Il Gran Premio di Svizzera 1993, ottantesima edizione della corsa, valido come ottava prova della Coppa del mondo di ciclismo su strada 1993, si svolse il 22 agosto 1993 su un percorso di 239,2 km. Venne vinto dall'italiano Maurizio Fondriest al traguardo con il tempo di 6h23'38" alla media di 37,411 km/h.
A partire da questa edizione vennero modificate l'organizzazione e la denominazione della competizione, che precedentemente si chiamava Meisterschaft von Zürich (it.: Campionato di Zurigo). Cambiò anche la partenza da Zurigo a Basilea, mentre l'arrivo restò a Zurigo.
Alla partenza erano presenti 156 ciclisti, di cui 99 portarono a termine la gara.

## Ordine d'arrivo (Top 10)
| Pos. | Corridore           | Squadra        | Tempo    |
| ---- | ------------------- | -------------- | -------- |
| 1    | Maurizio Fondriest  | Lampre-Polti   | 6h23'38" |
| 2    | Charly Mottet       | Novemail       | s.t.     |
| 3    | Bruno Cenghialta    | Ariostea       | s.t.     |
| 4    | Jens Heppner        | Telekom-Merckx | s.t.     |
| 5    | Santos Hernández    | Mapei-Viner    | s.t.     |
| 6    | Stefano Della Santa | Mapei-Viner    | a 12"    |
| 7    | Claudio Chiappucci  | Carrera Jeans  | a 47"    |
| 8    | Alberto Elli        | Ariostea       | a 51"    |
| 9    | Scott Sunderland    | TVM-Bison Kit  | a 52"    |
| 10   | Maximilian Sciandri | Motorola       | s.t.     |